# Neomegastigmus lividus
Neomegastigmus lividus är en stekelart som beskrevs av Girault 1915. Neomegastigmus lividus ingår i släktet Neomegastigmus och familjen gallglanssteklar. Inga underarter finns listade i Catalogue of Life.